# Omusati
Omusati – jeden z 14 regionów administracyjnych Namibii, ze stolicą w Outapi.

## Granice regionu
Granica regionu na północy jest też granicą kraju z Angolą, na wschodzie graniczy z regionami Ohangwena i Oshana, a na południu i zachodzie z regionem Kunene.

## Podział administracyjny
Omusati dzieli się na dwanaście okręgów: Anamulenge, Elim, Etayi, Ogongo, Okahao, Okalongo, Onesi, Oshikuku, Otamanzi, Outapi, Ruacana i Tsandi.